# Захаров, Анатолий Фёдорович
Анато́лий Фёдорович Заха́ров (1912—1975) — организатор металлургического производства. Герой Социалистического Труда. Лауреат Государственной премии СССР.

## Биография
Окончил Уральский индустриальный институт (1935), инженер-металлург.
В 1928—1938 годах работал мастером, начальником смены на Нижне-Салдинского металлургического завода; в 1938—1947 годах — начальник цеха Чусовского металлургического завода; в 1947—1951 годах — главный инженер Нижне-Тагильского металлургического завода; в 1951—1953 годах — главный инженер Главуралмета; в 1954—1960 годах — директор Ново-Тагильского, с 1957 года — созданного на базе последнего Нижне-Тагильского металлургического комбината.
В 1960—1965 годах работал в должности заместителя председателя, председателя Средне-Уральского совнархоза; в 1965—1975 годах — начальник Главного управления металлургической промышленности МЧМ СССР.
Инициатор создания НТМК с полным металлургическим циклом. Под его руководством на НТМК были построены крупносортный стан «650», агломерационный цех, мартеновские печи с комплексной автоматизацией. Пущены в эксплуатацию доменная печь № 5, кислородно-конвертерный комплекс, введён в строй Качканарский ГОК. Захаров А. Ф. являлся участником разработки и освоения на НТМК новой технологии выплавки ванадиевого чугуна в доменных печах большого объёма и переработки его в ванадиевый шлак и сталь кислородно-конвертерным дуплекс-процессом. Имеет авторские свидетельства на изобретения. Автор печатных работ, в том числе 2 монографий.

Могила на Ваганьковском кладбище

Умер в 1975 году. Похоронен на Ваганьковском кладбище (25 уч.).

## Награды и звания
- Герой Социалистического Труда (1958).
- Два ордена Ленина.
- Орден Октябрьской Революции.
- Орден Трудового Красного Знамени (1951).
- Орден «Знак Почёта» (1945).
- Государственная премия СССР (1976, посмертно).
- Заслуженный металлург РСФСР.
- Медали.